# Confessions on a Dance Floor
„Confessions on a Dance Floor“ (букв.- изповеди на дансинга) е името на десетия студиен албум на Мадона, излязъл през 2005 г.
Според Адриан Трилс от „Daily Mail“ „Мадона се завръща, за да защити отново своята денс-поп корона със запис, който я изстрелва отново в клубната култура. „Confessions On A Dance Floor“... е не само най-добрият албум на г-жа Чиконе от Ray of Light насам. Това е безспорно денс-пътуване, което се нарежда сред най-добрите неща, които е правила.".
Мадона казва: „Аз исках запис без балади. Исках да няма паузи между песните – да преливат от една в друга – като в дискотека. (...) Когато записвам неща, аз винаги харесвам повече ремикса, от колкото оригиналната версия. А сега затвърдих това. Ще започна от тази перспектива. Искам да чуя всички тези песни в клуб. Аз приближих албума до гледната точка на повечето диджеи, но нали Стюарт е такъв. Това несъмнено повлия за денс-настроението на албума. (...) Слушахме записите на много други изпълнители, докато създавахме албума – например ABBA и Джорджо Мородер – по този начин аз изразявам почитта си към тези хора. Ако има някакви препратки към старите ми записи, то това е направено несъзнателно, част от молекулярната структура, която се повтаря отново и отново с надеждата да не бъде досадно поетарящо се.“ (20 ноември 2005, списание „The Observer“)
Албумът има голям международен успех, като става двойно платинен в ЕС – продадени са 2 милиона копия за две седмици.
Песните са композирани от Мадона в съавторство със Стюарт Прайс, Мируейс Ахмадзе и други музиканти.
Излизането на албума е последвано от турнето „Confessions Tour“, в което са включени голяма част от песните.

## Списък на песните

### Оригинален траклист
1. „Hung Up“ – 5:37
2. „Get Together“ – 5:27
3. „Sorry“ – 4:43
4. „Future Lovers“ – 4:51
5. „I Love New York“ – 4:11
6. „Let It Will Be“ – 4:16
7. „Forbidden Love“ – 4:22
8. „Jump“ – 3:46
9. „How High“ – 4:40
10. „Isaac“ – 6:03
11. „Push“ – 3:57
12. „Like It or Not“ – 4:31

### Unmixed издание
1. „Hung Up“ – 5:37
2. „Get Together“ – 5:14
3. „Sorry“ – 4:41
4. „Future Lovers“ – 5:01
5. „I Love New York“ – 4:35
6. „Let It Will Be“ – 4:20
7. „Forbidden Love“ – 4:22
8. „Jump“ – 3:58
9. „How High“ – 4:03
10. „Isaac“ – 5:59
11. „Push“ – 3:32
12. „Like It or Not“ – 4:35

### Лимитирано издание
1. „Fighting Spirit“ – 3:32

### Icon Members
1. „Super Pop“ – 3:42

### Японско издание DVD
1. „Hung Up“ (видеоклип) – 5:27
2. „Hung Up: Правене на клипа“ (зад кадър) – 14:08
3. „Sorry“ (видеоклип) – 4:48
4. „Sorry: Правене на клипа“ (зад кадър) – 14:38